# Міжнародні відносини Югославії

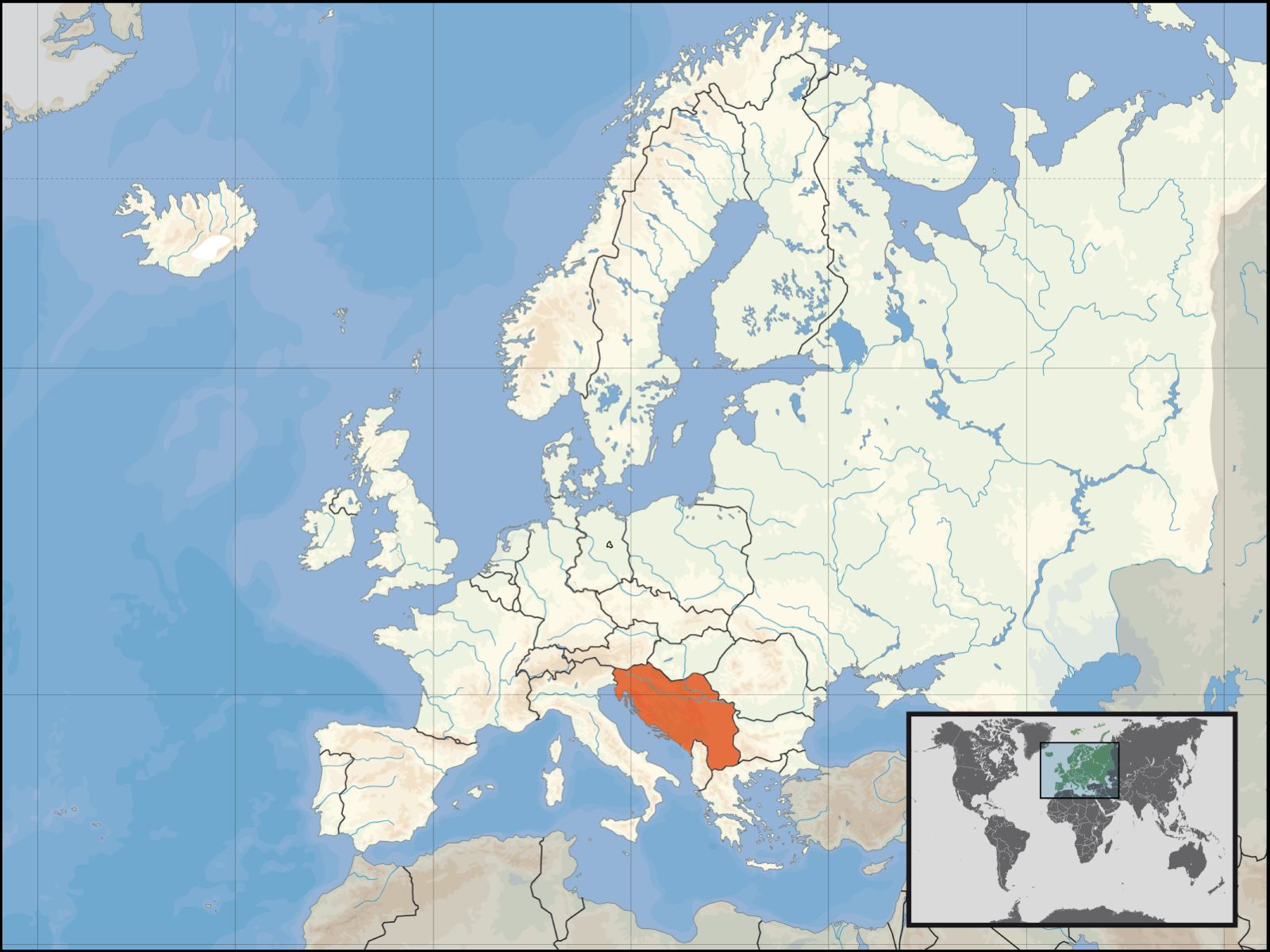
Положення Югославії з 1945 до 1992 року на тлі Європи

Міжнародні відносини Югославії — міжнародні відносини міжвоєнного Королівства Югославія та Соціалістичної Федеративної Республіки Югославія, часи існування якої збіглися з добою холодної війни.
За свою історію держава була членом-засновником низки багатосторонніх організацій, зокрема ООН, Руху неприєднання, Міжнародного валютного фонду, Групи 77, G15, Центральноєвропейської ініціативи та Європейської мовної спілки.

## Зовнішні відносини Королівства Югославії

Королівство СХС 1919 року

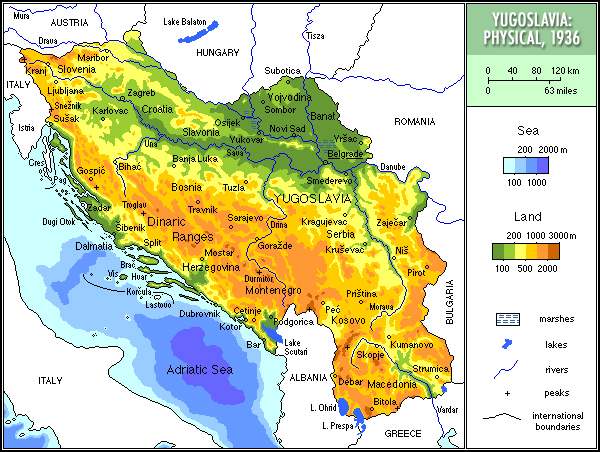
Фізична карта Югославії 1936 р.

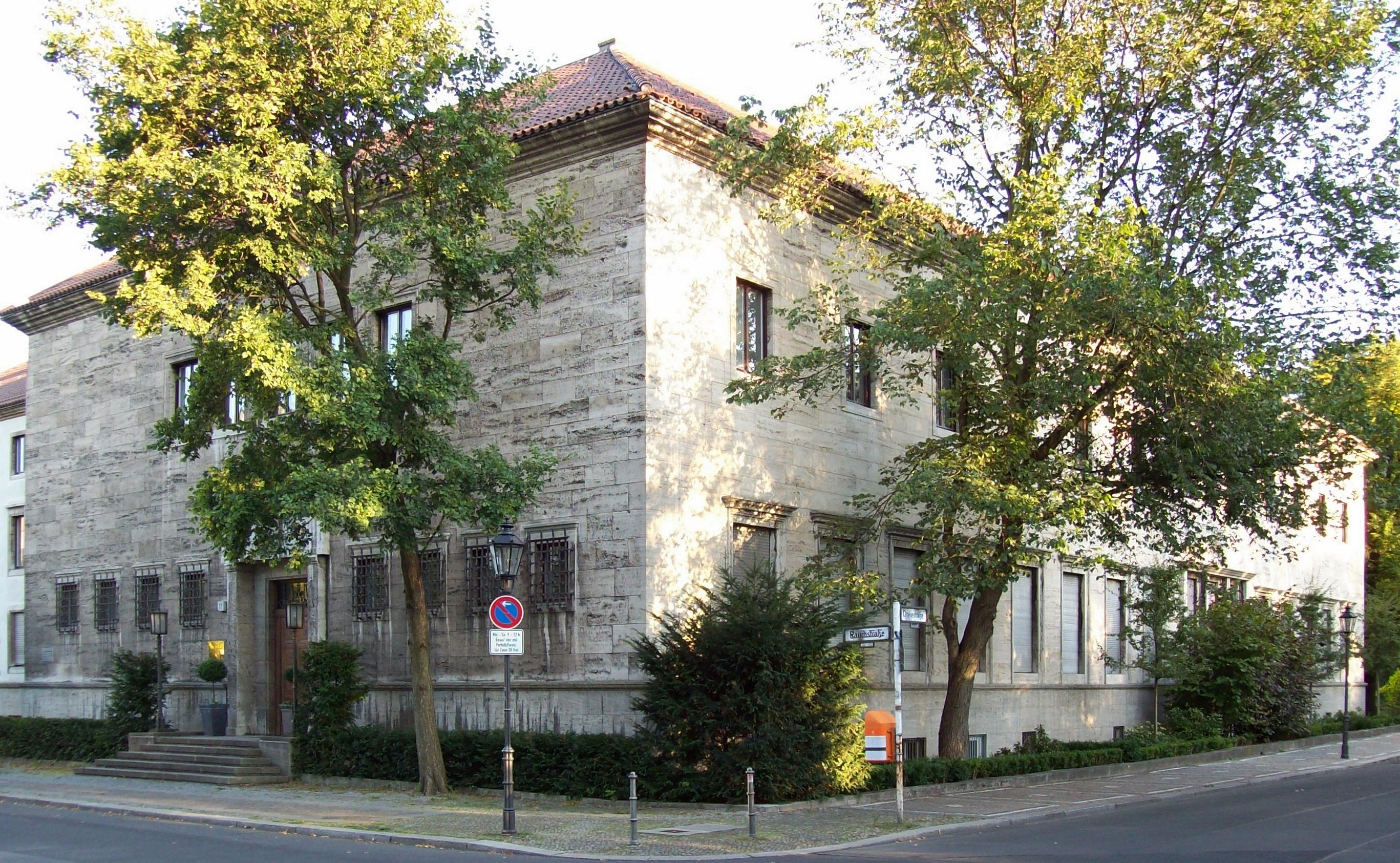
Будинок посольства Королівства Югославія (1940—1941) та дипломатичного представництва ФНРЮ (1945—1953) у Берліні

Королівство Югославія, яким правила сербська династія Карагеоргієвичів, утворилося 1918 року шляхом злиття короткочасної Держави словенців, хорватів і сербів та Банату, Бачки і Барані з Королівством Сербія. Держава СХС, не маючи власних збройних сил, потерпала від зазіхань Італії на південнослов'янські землі й тому потребувала військової допомоги Сербії, через що була змушена піти на угоду про створення єдиної південнослов'янської держави — Королівства сербів, хорватів і словенців.
25 листопада 1918 до Сербії приєдналася Воєводина, ще раніше до складу Сербії увійшли області Косово і Вардарська Македонія. 17 грудня 1918 до складу вже проголошеного Королівства СХС офіційно ввійшло Королівство Чорногорія.
Першими у світі Королівство СХС офіційно визнали в лютому 1919 року Сполучені Штати Америки, згодом Греція, Швейцарія, Чехословаччина, а влітку Франція і Велика Британія. Услід за країнами Антанти нову державу визнали і всі країни Версальського договору. Не без клопотів, спричинених, за свідченням Андрія Лівицького, постійною кризою у внутрішній політиці Югославії та інтригами російської еміграції, в королівстві відкрилося представництво УНР, яке очолював Григорій Микитей. Власне дипломатичне представництво мала в Югославії і ЗУНР, головою якого з жовтня 1919 р. до початку 1920 р. на прохання її уряду теж був Микитей. Однак воно мало напівофіційний статус, оскільки офіційні кола Королівства СХС не визнавали УНР-ЗУНР, негативно ставлячись до українського національно-визвольного руху, бо вважали його сепаратистським. 1921 року почесним генеральним консулом УНР у Загребі був С. Лукіянович.
Міжнародного визнання новостворена держава домоглася на Паризькій мирній конференції 1919—1920, де було визначено більшість її кордонів із сусідами. Державну межу з Австрією після короткочасного збройного конфлікту з нею встановлено Сен-Жерменським договором 10 вересня 1919 (за яким доля Словенської Каринтії визначалася референдумом), із Болгарією — Нейїським 27 листопада 1919, з Угорщиною — Тріанонським 10 вересня 1920, який також торкався питання кордону з Румунією, передбачаючи передачу останній частини Банату. За результатами проведеного у Словенській Каринтії референдуму ця територія відійшла до Австрії. За Нейїським договором, що визначав кордон із Болгарією, Королівство СХС дістало 2 566 км2 території, якою раніше володіла Болгарія, а Західну Фракію було передано Греції. Після затяжних переговорів у березні 1923 року в Ніші підписано угоду, за якою Болгарія відмовилася від претензій на Вардарську Македонію.
Гостру дипломатичну боротьбу викликало югославсько-італійське розмежування. Остаточно кордон з Італією визначив Рапальський договір 12 листопада 1920: Італія відмовилася від претензій на Далмацію в обмін на збереження під своїм контролем Істрії з Трієстом і Пулою. Також до Італії відійшла західна частина Крайни (Постойна, Ілірська Бистриця, Ідрія й Айдовщина) та низка островів в Адріатичному морі. Задар (Зара) оголошено «вільним містом» під італійським патронатом. Рієку (Фіуме) було оголошено вільним містом, яке незабаром окупувала Італія, у березні 1924 анексувавши його. Визначений Тріанонським договором югославсько-угорський кордон, хоч і ратифікував угорський уряд, але він був невигідний Угорському королівству, яке його сприймало як тимчасовий і такий, що підлягає перегляду, через що відносини між Королівством СХС та Угорщиною залишалися напруженими. Непрості відносини складалися і з Італією та Болгарією.
Югославія стала одним з осередків білої еміграції, давши у 1-й половині 1920-х рр. притулок понад 70 тис. біженців з колишньої Російської імперії. Королівство займало послідовну антирадянську й антикомуністичну позицію: ще у грудні 1920 у країні було заборонено компартію, а СРСР визнано лише в 1940 р.
У зовнішній політиці Королівство СХС від самого початку орієнтувалося на союз із Францією. Це пояснювалося здебільшого економічною залежністю та збігом інтересів обох держав у підтриманні та зміцненні співвідношення сил, яке склалося на Балканському півострові та в дунайському басейні внаслідок Першої світової війни. У 1920—1921 рр. серією двосторонніх договорів Королівство СХС, Румунія та Чехословаччина увійшли до створеного під егідою Франції військово-політичного блоку Мала Антанта. Королівство посідало чільне місце у першому Балканському пакті (Югославія, Греція, Румунія, Туреччина).
У жовтні 1933 король Югославії Олександр здійснив поїздку по Балканах, відвідавши Румунію і Болгарію, а згодом болгарський цар Борис з відповідним візитом прибув у Белград. У листопаді 1933 уряди Югославії та Туреччини підписали договір про дружбу, який підготував створення Балканської Антанти. 9 лютого 1934 року за участі Югославії, а також Румунії, Греції та Туреччини в Афінах було укладено Балканський пакт, а одночасно з ним підписано таємний протокол, який передбачав взаємну допомогу на випадок агресії, таким чином забезпечуючи Югославії допомогу з боку низки балканських держав у разі збройного протистояння з Італією. Намагаючись убезпечити у випадку військового зіткнення з Італією свій тил, Югославія поновила перемовини з Болгарією, наслідком яких став укладений між ними торговельний договір.
У лютому 1934 року курс французької зовнішньої політики змінився: новим міністром закордонних справ Франції став Луї Барту, який був прибічником ідеї колективної безпеки і просував необхідність зближення з СРСР. Маючи на меті створення Східного пакту, він у червні 1934 року відвідав Белград, де намагався розв'язати питання відносин Югославії з СРСР та Італією.
З весни 1934 почали проглядатися перші ознаки зближення Югославії з Німеччиною, відправною точкою якого стало погіршення відносин обох цих держав з Італією. Югославсько-німецькі перемовини завершилися підписанням торговельного договору у травні 1934 року.
На зміні зовнішньої політики Югославії позначилося і вбивство короля Олександра в Марселі під час його офіційного візиту до Франції у жовтні 1934 року. Ослаблення впливу Франції на Балканах, викликане економічними причинами (світова економічна криза 1929—1933 років), привело до зовнішньополітичної переорієнтації Югославії на Велику Британію. Відповідне рішення влітку 1935 року ухвалив уряд Мілана Стоядиновича. Намагаючись подолати кризу в міжнаціональних відносинах та усвідомлюючи, що для приборкання хорватських сепаратистів їх потрібно позбавити зовнішньої підтримки, цей уряд уклав конкордат із Ватиканом, за яким католицька церква, до якої належали хорвати, одержувала низку привілеїв. Проте це призвело до конфлікту уряду з православною церквою, яка мала величезний вплив у суспільстві. 
1937 року Стоядинович підписав у січні договір про вічну дружбу з Болгарією, а у березні — про нейтралітет з Італією, за яким остання припинила підтримку усташів, а Югославія визнала окупацію Ефіопії та аншлюс Австрії. Тим самим Югославія фактично відійшла від союзу із Францією. Ці зовнішньополітичні зміни істотно ослабили Малу Антанту й Балканський пакт. До того ж під час Мюнхенської конференції влада Югославії заявила про нейтралітет, чим зрадила свою союзницю Чехословаччину, угода про поділ якої стала результатом цієї конференції. Після розчленування Чехо-Словаччини Югославія заявила про припинення існування Малої Антанти. 
Розв'язати ж хорватське питання владі так і не вдалося. З огляду на це король у лютому 1939 р. доручив сформувати уряд Драгіші Цветковичу, який досяг домовленості у «хорватському питанні», підписавши угоду з лідером хорватського руху Владком Мачеком про створення хорватської самостійної адміністративної одиниці.
З початком Другої світової війни Югославія намагалася зберігати нейтралітет, але після поразки Франції їй довелося піти на поступки німцям і 25 березня 1941 приєднатися до Троїстого пакту, ставши учасницею гітлерівської коаліції. Це викликало широку хвилю народного невдоволення та спровокувало державний переворот орієнтованої на Велику Британію військової верхівки, підтриманої демократичною опозицією. Заколотники уклали союзницький договір з СРСР. Переворот, своєю чергою, спонукав Гітлера ухвалити рішення про напад на Югославію і знищення її як держави.

## Під час окупації країнами Осі

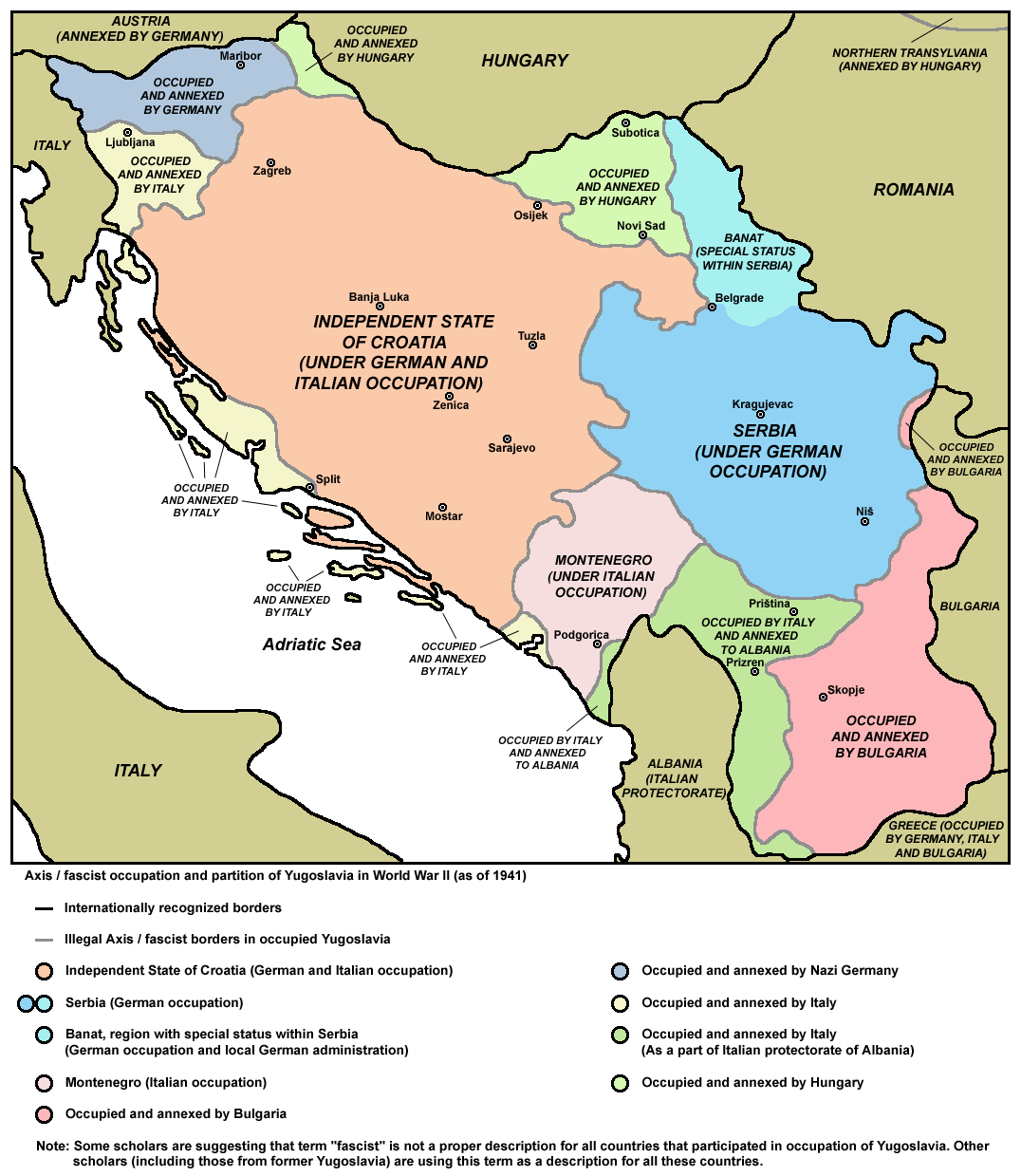
Розчленування окупованої Югославії державами-загарбниками

Після короткої Квітневої війни у захопленому 13 квітня 1941 року Белграді 17 квітня того ж року було підписано акт про беззастережну капітуляцію Югославії, внаслідок чого вона перестала існувати як держава. Країну було окуповано і розчленовано між державами-окупантами: нацистською Німеччиною, фашистською Італією, Угорським королівством і Болгарським царством.
Король Петро II, голова уряду Душан Симович і керівники провідних політичних партій 15 квітня відлетіли в Каїр. Упродовж усієї Другої світової війни фактично ліквідовану Югославію офіційно представляв королівський уряд у вигнанні, який в еміграції оголосив про намір продовжувати боротьбу за визволення країни. За підтримки США та Великої Британії він зберіг за собою статус визнаної на міжнародному рівні держави. Після переїзду з Каїра в Лондон емігрантський уряд Симовича підтвердив прагнення звільнити країну від загарбників, передбачаючи здійснити це з англо-американською допомогою. Водночас дедалі більшу підтримку союзників поступово здобували югославські партизани на чолі з Йосипом Брозом Тіто. У червні 1944 року з метою привернення західних союзників на свій бік керівництво партизанського руху пішло на домовленість із лондонськими політиками, внаслідок чого 7 березня 1945 року в Югославії було сформовано коаліційний уряд на чолі з Тіто, в якому всі ключові посади, насамперед силові, дісталися комуністам, а представники еміграції одержали тільки три міністерські портфелі. 20 березня 1945 року новий югославський уряд визнало Сполучене Королівство, а через тиждень після цього — Радянський Союз і США.

## Зовнішні відносини післявоєнної Югославії

Фізична карта повоєнної федеративної Югославії з поділом на суб'єкти федерації

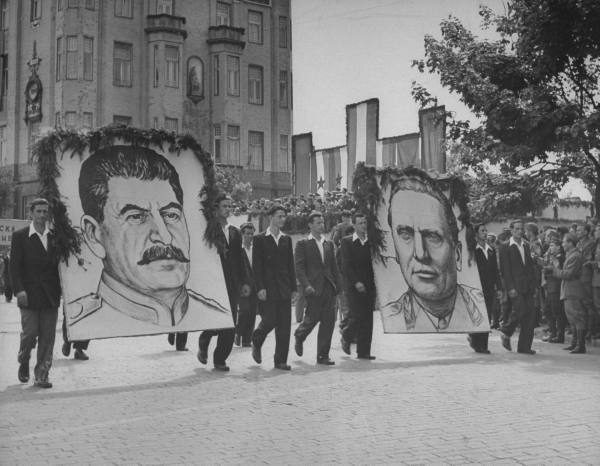
Портрети Сталіна й Тіто на першотравневій демонстрації 1946 року в Белграді

10 серпня 1945 III сесія Антифашистського віча народного визволення Югославії у Белграді офіційно проголосила утворення Демократичної Федеративної Югославії. Віче визнало себе тимчасовим парламентом, ухваливши виборчий закон, на підставі якого у листопаді 1945 відбулися вибори до Установчої скупщини, де 96 % голосів отримали комуністи та їхні прибічники. 29 листопада 1945 Установча скупщина проголосила Югославію Федеративною Народною Республікою (ФНРЮ) й остаточно ліквідувала монархію.
Після війни Югославія отримала репарації від Німеччини, Італії, Угорщини та Болгарії. Від німецької сторони вона на державному рівні взяла репарації промисловим обладнанням, а крім того, у 1950-х Західна Німеччина виплатила 80 млн марок громадянам Югославії, які постраждали від нацистських експериментів на людях. Італія мусила виплатити Югославії близько 120 млн доларів у цінах 1938 року, Болгарія — 25 млн доларів.
У перші післявоєнні роки нова югославська держава рівнялася на Радянський Союз, проводячи узгоджену зовнішню політику. 1945 року було укладено радянсько-югославський Договір про дружбу, взаємну допомогу і співробітництво, країна відмовилася від участі у «плані Маршалла». Тіто копіював радянську модель соціалізму включно з політичними репресіями. Однак у міру зростання свого впливу на Балканах югославський лідер виявляв усе більше самостійності у своїх діях: 1946 року за його наказом було збито 2 американські літаки, так само без згоди Сталіна він почав поширювати вплив Югославії на Албанію та прагнув створити федерацію балканських народів, а у відповідь на різку критику Сталіна відмовився від співробітництва з СРСР. Надалі югославські комуністи покладалися виключно на власні сили й ресурси. В очікуванні ймовірного радянського вторгнення югославська влада перебазувала частину своєї промисловості вглиб країни. Подвоїлися витрати на армію та її озброєння. На албансько-югославському кордоні, а також у деяких прилеглих до Югославії болгарських містах було створено розвідувальні центри, що займалися спрямуванням на югославську територію озброєних груп, а угорський розвідувальний центр у Сегеді вербував для шпигунської діяльності югославів, які втекли в Угорщину. У 1949—1952 роках на кордонах Югославії зі східноєвропейськими державами трапилося понад 5 тис. збройних сутичок. Ворожнеча між СРСР та ФНРЮ тривала до смерті Сталіна в 1953 році.
Однією з важливих проблем цієї доби у міжнародних відносинах Югославії було питання визначення кордонів з Австрією та Італією. 9 червня 1945 у Белграді підписано угоду між урядами Югославії, США і Великої Британії про тимчасове військове управління в Юлійській Крайні, за якою утворювалося Союзне військове управління під керівництвом головнокомандувача англо-американських військ на Середземному морі фельдмаршала Александера. У лютому 1947 укладено мирну угоду між Югославією та Італією, за умовами якої більшість Юлійської Крайни, Істрії, міста Задар і Рієка, низка островів у північній Адріатиці переходили до Югославії, тоді як у складі Італії залишалися такі населені словенцями райони, як Канальська долина, Гориця і Тржич. Державну належність цих територій підтвердили Паризькі мирні договори (1947) і Державний договір про відновлення незалежної й демократичної Австрії (1955)
У цей період країна була втягнута у суперечку за Вільну територію Трієста та у громадянську війну в Греції. У травні 1945 року за сприяння югославського уряду 4650 грецьких біженців, переважно чоловіків, які були бійцями Народно-визвольної армії Греції, оселилися в селі Маглич, яке з 1945 по 1948 рік являло собою випадок sui generis грецької екстериторіальної юрисдикції.

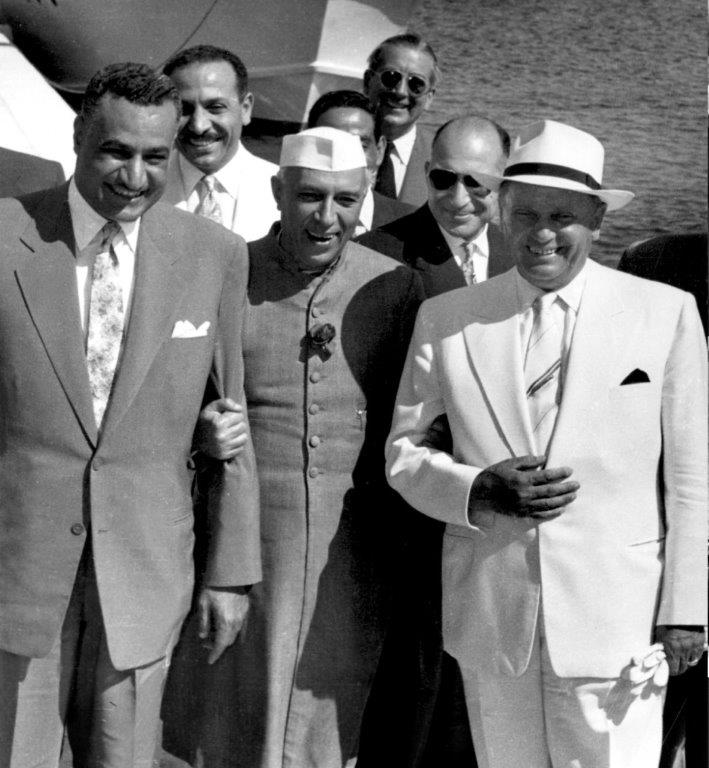
Тіто з президентом Єгипту Насером і прем'єр-міністром Індії Неру під час Бріонської зустрічі

Успішна зовнішньополітична діяльність Югославії та її високий авторитет як країни, що зробила великий внесок у розгром фашизму, сприяли на початку 50-х рр. нормалізації відносин із провідними державами Заходу. Югославія розвивала відносини з позаблоковими нейтральними європейськими державами, розглядаючи їх як спосіб уникнення ізоляції та збереження певного рівня незалежності, не відгороджуючись від великих держав. У цей період вона приєдналася до Другого Балканського пакту. Проте Белград усвідомлював, що в глибоко розділеній Європі простір для маневрування нейтральних країн звужується, і з великим занепокоєнням стежив за розвитком того, що буде називатися процесом фінляндизації. 1956 року добу значної залежності від західного блоку завершила Белградська декларація, яка гарантувала невтручання у внутрішні справи Югославії та узаконювала право на різні форми соціалістичного розвитку в різних країнах. Хоча декларація не спричинила довготривалого зближення між СФРЮ та СРСР, оскільки Югославія засудила дії СРСР під час угорської революції 1956, а потім і вторгнення в Чехословаччину 1968 року, її підписання, а також Московська заява керівників СРСР та Югославії 1956 року поліпшили югославсько-радянські відносини та справили вплив на вихід Югославії з Балканського пакту з державами-членами НАТО Туреччиною та Грецією.
З 1964 року СФРЮ була членом-спостерігачем РЕВ. У 70-80-х рр. перше місце в експорті СФРЮ і друге місце в її зовнішньоторговельному обороті займав СРСР. На довгостроковій основі розвивалося югославсько-радянське торговельно-економічне співробітництво.

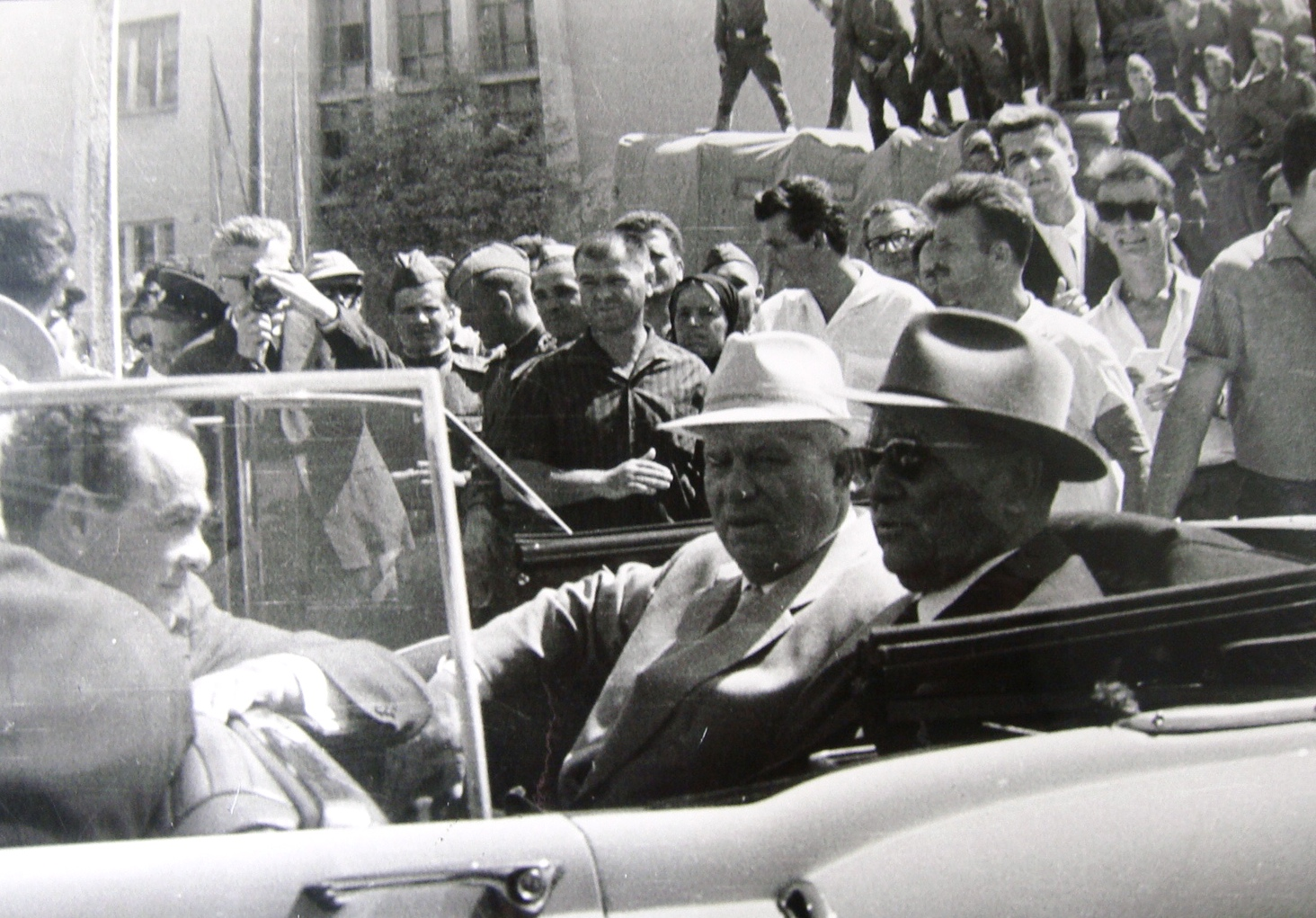
Тіто і Хрущов у Скоп'є після землетрусу 1963 року

Нові можливості для дипломатичної активності Югославії створили розпад колоніальної системи та поява нових держав на місці колишніх колоній і підмандатних територій, які шукали своє місце в розділеному на протиборчі військово-політичні блоки світі. СФРЮ, яка прагнула підтримувати з ними добрі взаємини, використовувала цю нагоду, щоб очолити народжуваний «третій світ». Зокрема, Югославія розвивала відносини з Індією, починаючи з моменту їхнього одночасного мандата в Раді Безпеки ООН з кінця 1949 р.

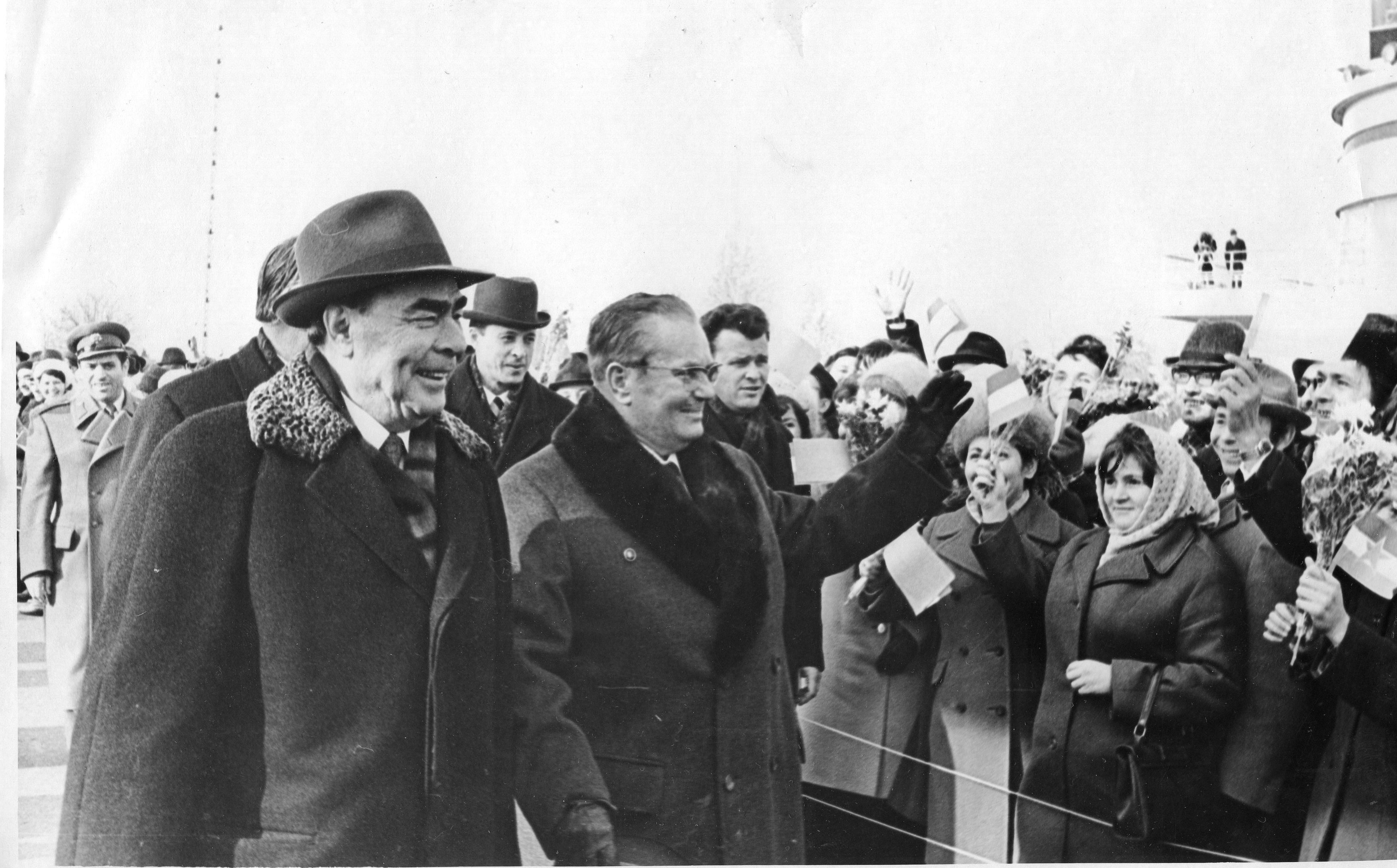
Тіто і Брежнєв у Києві 19 листопада 1973 р.

Із середини 50-х років у югославських зовнішньополітичних документах дедалі частіше трапляється термін «неприєднання». Югославія була однією із засновниць Руху неприєднання, ставши в 60-70-х роках лідером неприєднаних держав. У західній пресі про неї писали як про країну великої дипломатії, зовнішньополітична вага якої протягом «холодної війни» у багато разів перевершувала її економічний та військово-технічний потенціал.

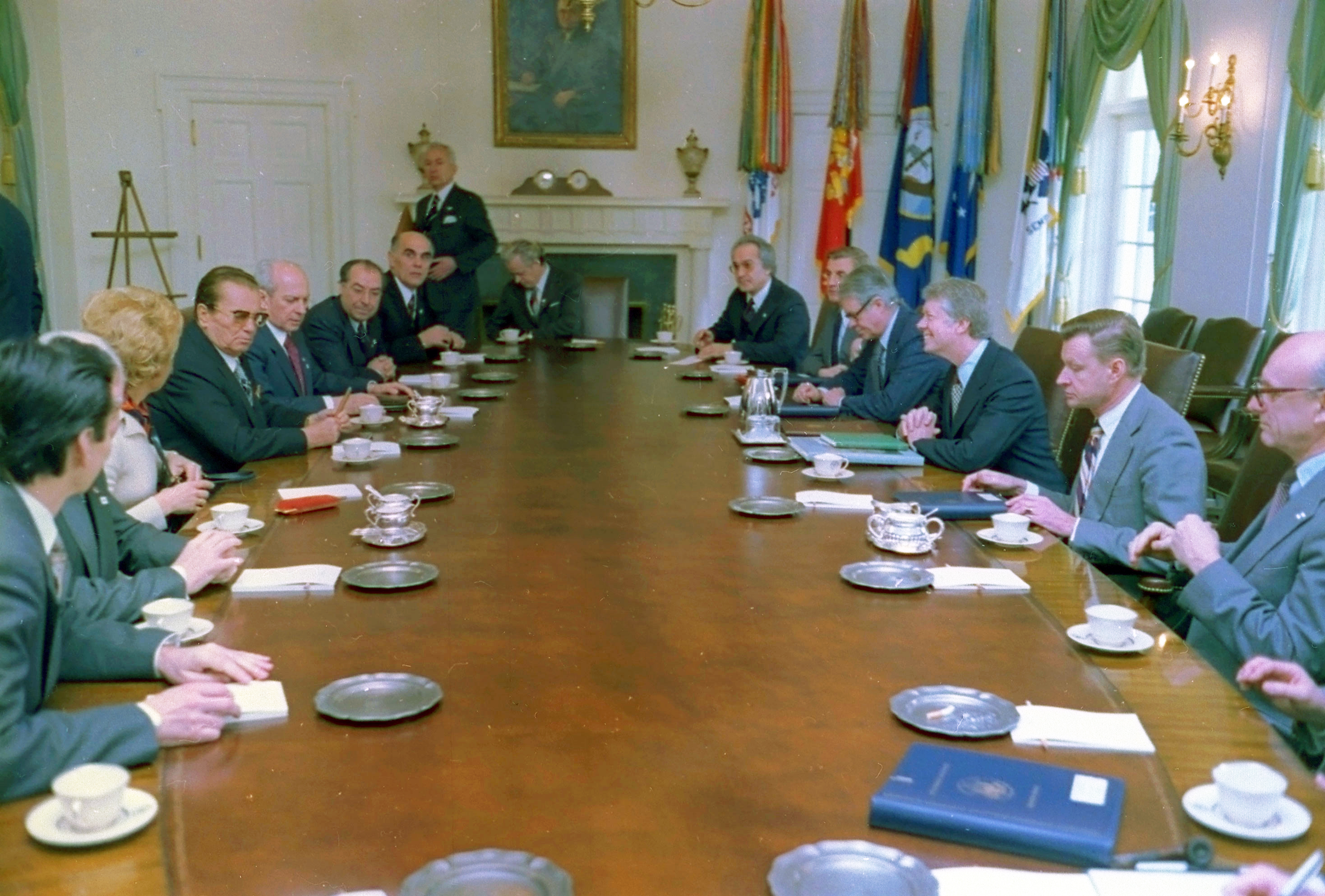
Перемовини югославської делегації на чолі з Тіто з американськими високопосадовцями на чолі з Джиммі Картером у Білому Домі 7 березня 1978

Політика своєрідної «рівновіддаленості» дозволяла багатьом державам, включаючи і Югославію, видобувати дипломатичні та матеріальні вигоди зі свого становища, підтримуючи, приміром, ту чи іншу зовнішньополітичну акцію то Москви, то Вашингтона. Політика неприєднання знайшла підтвердження в низці конституційних документів і партійних з'їздів як основа зовнішньополітичного курсу держави. У вересні 1961 р. столиця Югославії стала місцем проведення першої конференції глав держав і урядів неприєднаних країн Азії, Африки, Латинської Америки та Югославії, а 1989 р. в Белграді відбулася дев'ята і, як виявилося, остання конференція глав держав і урядів країн «третього світу» за участю СФРЮ.
Послідовна у своїй зовнішній політиці Югославія була на боці арабських країн у роки арабо-ізраїльських конфліктів, підтримавши під час Суецької кризи Єгипет. Вона засуджувала політику США у В'єтнамі, Лівані і щодо Куби. З усіма прикордонними країнами СФРЮ мала добросусідські відносини. Виняток становила Народна Соціалістична Республіка Албанія, яка підтримувала сепаратистські настрої албанців в автономному краї Косово. ЗМІ цієї країни відкрито закликали до повалення югославського державно-політичного ладу. Албанська пропаганда значною мірою сприяла заворушенням у Косові 1968, 1980 і 1981 років.
На початку 1970-х Югославія зіткнулася з міжнародним тероризмом, до якого вдалися хорватські націоналісти у боротьбі за незалежну Хорватію. 10 лютого 1971 року два хорватські сепаратисти приблизно на 24 години захопили консульство СФРЮ у Гетеборзі, вимагаючи звільнити хорвата з югославського ув'язнення. 11 лютого вони здалися і постали перед шведським судом. За їхнім визнанням, вони належали до Чорного легіону. 7 квітня 1971 року двоє інших хорватських сепаратистів увірвалися до посольства Югославії у Стокгольмі, де застрелили посла Роловича та поранили секретаря. Вони були схоплені на місці злочину. Також було затримано ще трьох осіб, причетних до планування цього нападу. Семеро хорватів, рахуючи тих, що захоплювали консульство, опинилися в різних шведських в'язницях, а ті двоє, що вбили посла, отримали довічне ув'язнення. 26 січня 1972 року в Чехословаччині розбився югославський авіалайнер DC-9, призвівши до загибелі 27 осіб. Літак прямував зі Стокгольма через Копенгаген до Белграда. Згідно з анонімним повідомленням, у лайнер заклали бомбу, думаючи, що в ньому летітиме югославський прем'єр-міністр Джемаль Бієдич, який був у Копенгагені на похороні короля Данії Фредеріка IX, але тієї ж ночі відлетів додому без попередження на військовому літаку, щоб узяти участь у партійній конференції. Крім того, 27 січня 1972 у валізі на борту експреса Відень—Загреб вибухнув пристрій, який, імовірно, був бомбою сповільненої дії, поранивши шістьох осіб.
СФРЮ засудила радянське вторгнення в Афганістан, який, як і Югославія, на той час був позаблоковою та соціалістичною державою поза межами Варшавського пакту.
Наприкінці 1980-х Югославія підтримувала дипломатичні й торговельні відносини більш ніж зі 100 країнами світу. На ці роки припала і югославська криза, яка переросла в розпад держави та югославські війни, перетворившись на одне з найболючіших питань політики та безпеки в перше десятиліття після закінчення «холодної війни».